# Liste der Biografien/Ju
Liste der Biografien |
Portal Biografien |
Personensuche
# |
A |
B |
C |
D |
E |
F |
G |
H |
I |
J |
K |
L |
M |
N |
O |
P |
Q |
R |
S |
T |
U |
V |
W |
X |
Y |
Z |
?
 
Ja |
Jb |
Jd |
Je |
Jh |
Ji |
Jj |
Jl |
Jn |
Jm |
Jo |
Jp |
Jr |
Js |
Jt |
Ju |
Jv |
Jw |
Jy
 
Jua |
Jub |
Juc |
Jud |
Jue |
Juf |
Jug |
Juh |
Jui |
Juj |
Juk |
Jul |
Jum |
Jun |
Juo |
Jup |
Jur |
Jus |
Jut |
Juu |
Juv |
Juw |
Jux |
Juy |
Juz
Die Liste der Biografien führt alle Personen auf, die in der deutschsprachigen Wikipedia einen Artikel haben. Dieses ist eine Teilliste mit 15 Einträgen von Personen, deren Namen mit den Buchstaben „Ju“ beginnt.

## Ju
- Ju Reti (* 1983), chinesischer Snookerspieler
- Ju Rui (* 1993), chinesische Ruderin
- Ju, Hui (* 1989), südkoreanische Handballspielerin
- Ju, Hye-ri (* 1991), südkoreanische Skilangläuferin
- Ju, Insook (* 1966), südkoreanische Malerin und Multimediakünstlerin
- Ju, Ji-hoon (* 1982), südkoreanischer SchauspielerJu Ji-hoon (* 1982)

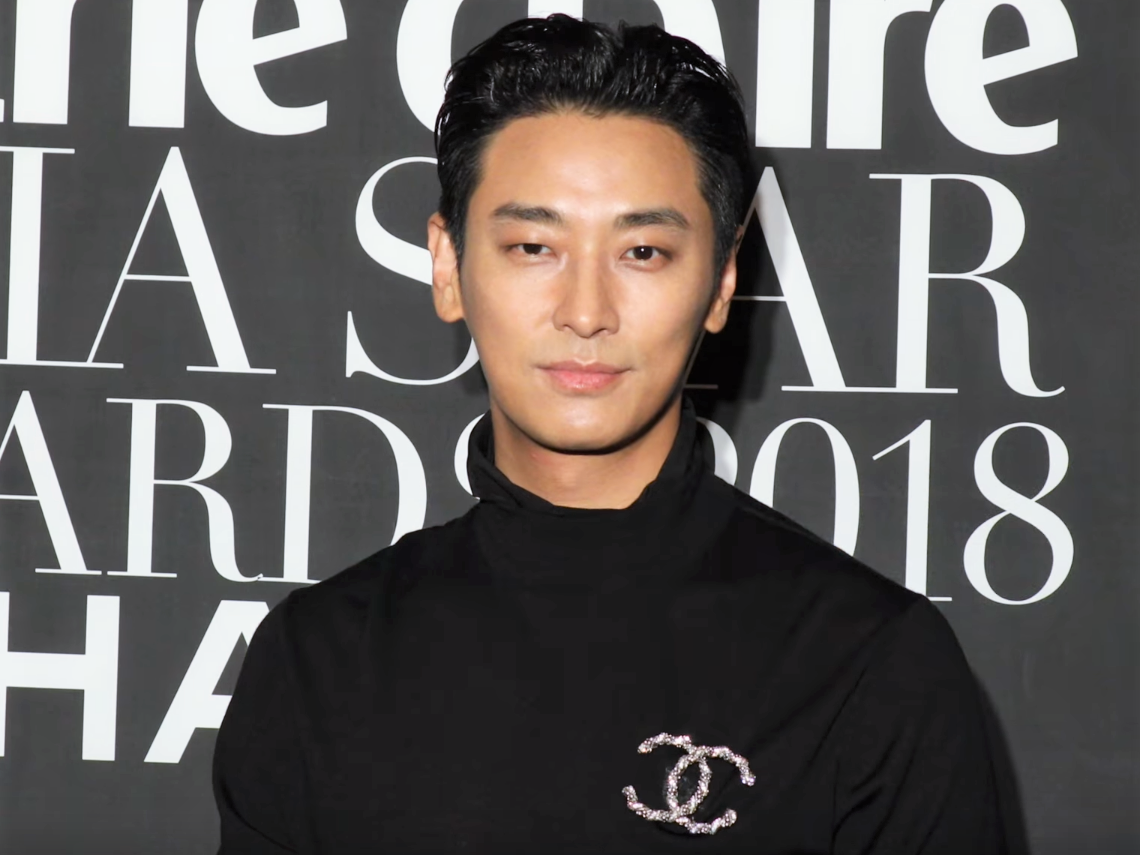
Ju Ji-hoon (* 1982)

- Ju, Jin-mo (* 1958), südkoreanischer Schauspieler
- Ju, Jin-mo (* 1974), südkoreanischer Schauspieler
- Ju, Kwang-min (* 1990), nordkoreanischer Fußballtorhüter
- Ju, Kyu-chang (1928–2018), nordkoreanischer Politiker
- Ju, Se-jong (* 1990), südkoreanischer Fußballspieler
- Ju, Sung-hwan (* 1990), südkoreanischer Fußballspieler
- Ju, Sung-hyok (* 1983), nordkoreanischer Eishockeyspieler
- Ju, Tianqi (* 2002), chinesischer Sprinter
- Ju, Wenjun (* 1991), chinesische Schachspielerin und Schachweltmeisterin